# Bring It On (film)
Bring It On is een Amerikaanse tienerkomedie uit 2000 over twee cheerleaderteams, onder andere met Kirsten Dunst, Eliza Dushku, Jesse Bradford en Gabrielle Union. De film is geregisseerd door Peyton Reed en geschreven door Jessica Bendinger. De film kreeg vier vervolgen (zonder de originele personages), Bring It On Again uit 2004, Bring It On: All or Nothing in 2006, Bring It On: In It To Win It in 2007 en Bring It On: Fight To The Finish in 2009.

## Verhaal
Torrance Shipman (Kirsten Dunst) was haar routine aan het oefenen met haar team. Toen ze bijna klaar was, verdween haar topje en was ze naakt. Het bleek gewoon een droom te zijn. Haar vriendje, Aaron, is van school af om te studeren, en haar cheerleading team, The Toros streven naar hun zesde opeenvolgende nationale kampioenschap. De aanvoerster Big Red (Lindsay Sloane) gaat studeren en Torrance is gekozen om haar plaats in te nemen. Direct nadat ze gekozen is, raakt Carver (Bianca Kajlich), een teamlid, geblesseerd en kan niet langer meedoen. Torrance vervangt haar door Missy Pantone (Eliza Dushku), een getalenteerde atleet die net nieuw op school is met haar broer Cliff (Jesse Bradford). Er volgt direct een flirterige vriendschap tussen Torrance en Cliff, maar Cliff weet niet dat Torrance een vriendje heeft.
Terwijl Missy naar de oefeningen van de Toros kijkt, herkent ze de routines en realiseert dat ze die gestolen hebben van hun rivaliserende team van haar oude school, de Clovers. Missy brengt Torrance naar het East Compton gebied van Los Angeles, waar ze de East Compton Clovers zien optreden met dezelfde routine van de Toros. Isis (Gabrielle Union), de aanvoerster van de Clovers, ziet de twee Toros en confronteert ze woedend. Torrance komt erachter dat Big Red naar de repetitie van de Clovers was geweest en hun routine had opgenomen. Isis laat Torrance weten dat ze hen gaan verslaan bij de regionale kampioenschap, waar de Clovers nog nooit aan hebben meegedaan door hun economische problemen.
Wanneer Torrance aan de Toros vertelt dat hun routines gestolen zijn, besluit het team gewoon om de gestolen routine te gebruiken voor het regionale kampioenschap. Torrance weet dat als ze hun eigen routine creëren, dat dat hun overwinning kan houden. Daarna, bij het thuiswedstrijd, vier leden van de Clovers – Isis, en haar teamgenoten Lava (Shamari Fears), Jenelope (Natina Reed) en LaFred (Brandi Williams) – komen en vernederen ze voor de hele school door hun routine te dansen. De Toros realiseren zich dat ze geen andere keus hebben dan een eigen routine te leren en daarom huren ze een professionele choreograaf, Sparky Polastri genaamd, die ingehuurd is door het vriendje van Torrance, Aaron. Daarna, bij de regionale wedstrijd, de team die voor de Toros zijn, treden op met de routine die zij geoefend hadden, en als zij aan de beurt zijn, hebben de Toros geen andere keus dan op te treden met dezelfde routine. Als ze optreden, wordt het duidelijk dat het geen goed idee was, met gevolg van een overmatig gebruik van cheesy dans routines en dat de choreograaf geobserdeerd is aan spirit fingers. Na dat gebeuren, Torrance praat met een wedstrijd officier en hij vertelt dat die routine geleerd is aan meerdere teams in Californië. Als kampioenen zijn de Toros toch nog door naar de finale, maar Torrance is gewaarschuwd dat er een nieuwe routine wordt verwacht.
Torrance is geschokt dat het haar niet is gelukt om het team te leiden en ze geeft het cheerleaden op. Cliff stimuleert en ondersteunt Torrance, terwijl dat hun groeiende aantrekkingskracht intensiveert. Het vriendje van Torrance, Aaron vertelt haar dat ze geen leadership material is en vertelt haar dat ze niet terug moet komen naar het team. Cliff is gekwetst en boos als hij Torrance en Aaron samen ziet en hij verbreekt zijn vriendschap met Torrance. Het vertrouwen van Torrance is vernieuwd door de aanmoediging van Cliff en ze overtuigt haar ongelukkige team om een innovatieve nieuwe routine te bedenken. Ze maakt het uit met Aaron, realiseert dat hij niet ondersteunend is en ontrouw, maar Cliff wil het haar niet vergeven.
Ondertussen zijn de Clovers niet meer in staat om mee te doen aan het kampioenschap, omdat ze geen sponsor hebben om geld in te zamelen. Dan vraagt Torrance aan haar vader of hij met zijn bedrijf de Clovers wil sponsoren. Isis neemt het geld niet aan, maar de Clovers kunnen meedoen door een presentator te roepen die opgegroeid is in hun gebied.
In de finale is haar team tweede geworden en de Clovers hebben gewonnen. Torrance is er blij mee en ze wordt vrienden met Isis. De film eindigt wanneer Cliff en Torrance gaan zoenen. Terwijl de credits afspelen, zingen en dansen de personages op Mickey, een hit van Toni Basil.

## Rolverdeling
| Acteur            | Personage                |
| ----------------- | ------------------------ |
| Kirsten Dunst     | Torrance Shipman (Toros) |
| Eliza Dushku      | Missy Pantone (Toros)    |
| Jesse Bradford    | Cliff Pantone            |
| Gabrielle Union   | Isis (Clovers)           |
| Clare Kramer      | Courtney Egbert (Toros)  |
| Nicole Bilderback | Whitney (Toros)          |
| Lindsay Sloane    | Big Red (Toros)          |